# Tunnel de base

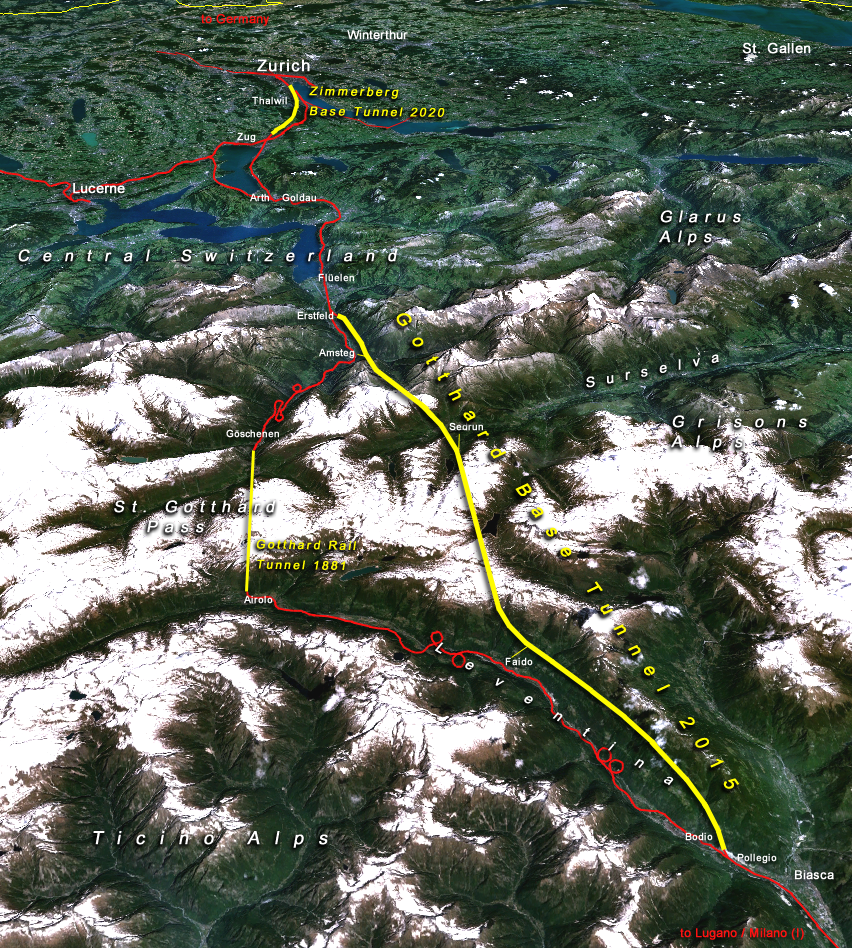
Vue satellitaire du trajet du tunnel de base du Gothard.

Un tunnel de base est un tunnel typiquement ferroviaire sous une montagne à une hauteur beaucoup plus basse qu'un col de référence. Ils s'opposent aux tunnels de faîte, qui consistent à remonter le plus loin possible dans la vallée afin de limiter la longueur à creuser. Les moyens modernes comme le tunnelier permettent aujourd'hui de creuser des tunnels beaucoup plus longs. Les tunnels de base offrent des pentes réduites et un trajet à l'abri du climat de haute montagne, ce qui permet aux trains de traverser les reliefs presque comme une plaine.
Le concept du tunnel de base existe depuis le XIXe siècle. Par exemple, le tunnel de base de la ligne du Hauenstein a été percé en 1916. Il a été popularisé en Suisse au cours de la discussion sur les nouvelles transversales ferroviaires alpines.

## Tunnels de base construits

### Tunnels de base en Suisse
- Tunnel de base de la Furka, 15,35 km, inauguré le 15 juin 1982
- Nouvelles lignes ferroviaires à travers les Alpes : Ces tunnels sont prévus pour une vitesse maximum de 250 km/h, même si leur construction est justifiée surtout pour les trains de marchandises.
  - Tunnel de base du Lötschberg, 34,6 km, ouvert en juin 2007
  - Tunnel de base du Saint-Gothard, 57 km, inauguré le 1er juin 2016
  - Tunnel de base du Ceneri, sur l'axe sud du Gothard, inauguré le 4 septembre 2020
  - Tunnel de base du Zimmerberg, première partie inauguré en avril 2004

### Tunnels de base en Espagne
- Tunnel ferroviaire de Guadarrama, ouvert en 2007
- Tunnel de Pajares 24 667 m de long, dont l'ouverture est prévue en 2023

### Tunnels de base en Italie
- Tunnel de base de la Variante di Valico (autoroutier) 8 700 m de long, ouvert en 2015

### Tunnels de base en France
- Tunnel du Perthus à travers les Pyrénées de 8 km de long percé en 2007 et mis en service en 2009. (France - Espagne)

## Tunnels de base en construction

### Tunnels en Autriche
- Tunnel de Koralm, 32,9 km de long, ouverture prévue en 2026
- Tunnel de base du Brenner, creusement commencé en 2014, ouverture prévue en 2025
- Tunnel de base du Semmering, percement en cours, ouverture prévue en 2026

### Liaison Lyon-Turin
- Tunnel de base du Mont-d'Ambin (France - Italie)